# Manoj Sinha

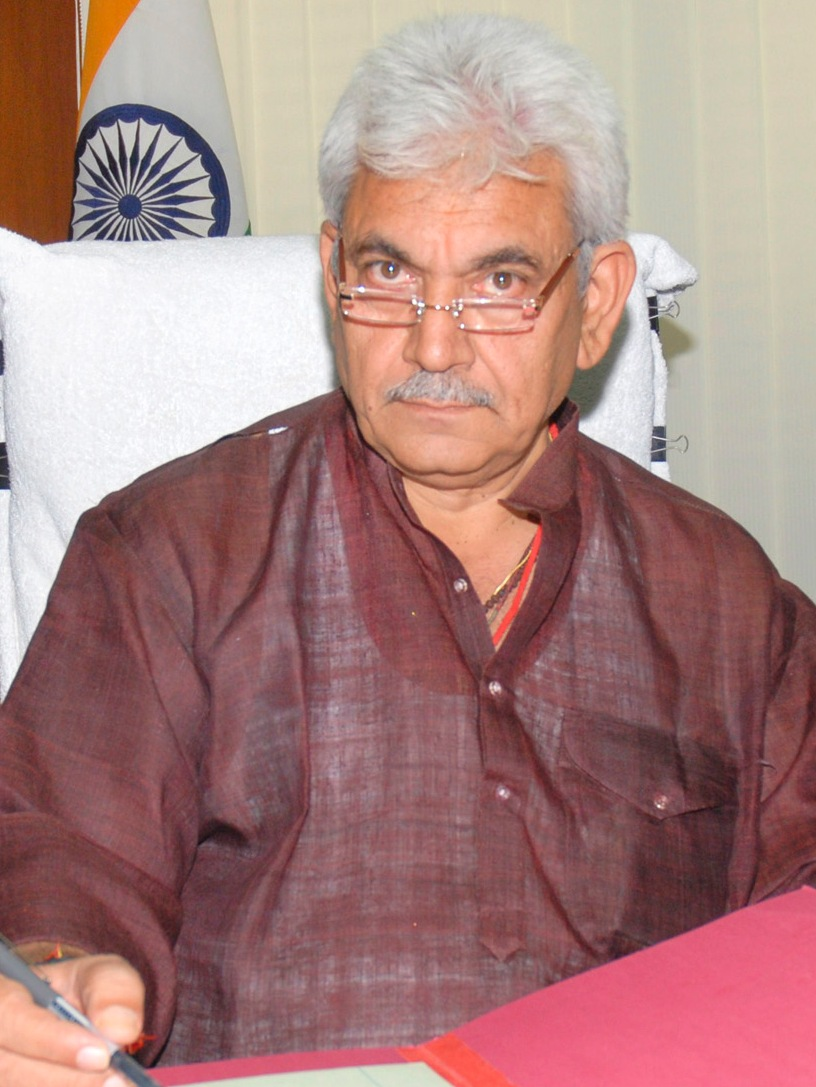
Manoj Sinha

Manoj Sinha (Hindi मनोज सिन्हा, * 1. Juli 1959 in Mohanpura, Distrikt Ghazipur, Uttar Pradesh, Indien) ist ein indischer Politiker und Hochschulpräsident (University of Kashmir).

## Biografie
Manoj Sinha wurde in einem kleinen Dorf im Distrikt Ghazipur im östlichen Uttar Pradesh, ganz an der Grenze zum benachbarten Bundesstaat Bihar geboren. Seine Eltern waren Birendra Kumar Singh und Vrindvashini Devi. Die Familie gehört der Hindu-Kaste der Bhumihar an, die zu den „fortgeschrittenen Kasten“ in Uttar Pradesh gezählt wird. Seine Schulbildung erhielt Sinha vor Ort und in Allahabad. Er studierte anschließend Bauingenieurwesen (Civil Engineering) am Indian Institute of Technology (BHU) in Varanasi, wo er den Grad eines Bachelor of Technology (B. Tech) erwarb. Seit den 1980er Jahren war er politisch in der Bharatiya Janata Party (BJP) aktiv.
Bei der gesamtindischen Parlamentswahl 1996 wurde er erstmals im Wahlkreis 50-Ghazipur in die Lok Sabha gewählt. Bei der folgenden Wahl 1998 unterlag er in diesem Wahlkreis seinem Gegenkandidaten von der Samajwadi Party (SP), konnte den Wahlkreis bei der Wahl 1999 erneut gewinnen, verlor dort 2004 jedoch wieder gegen den SP-Kandidaten. Bei der Parlamentswahl 2009 kandidierte er erfolglos im Wahlkreis 72-Ballia in Uttar Pradesh, war dann aber bei der Wahl 2014 wieder in Ghazipur erfolgreich.
Von 1999 bis 2000 war er Mitglied in den Parlamentsausschüssen für Energie und für staatliche Versicherungen. In der nach der Wahl 2014 neu gebildeten Regierung unter Premierminister Narandra Modi wurde er Staatsminister (Staatssekretär) im Eisenbahnministerium. Im Rahmen einer Kabinettsumbildung am 5. Juli 2016 erhielt er zusätzlich einen eigenständigen Zuständigkeitsbereich als Staatsminister im Ministerium für Kommunikation.
Nach der für die BJP äußerst erfolgreich verlaufenen Parlamentswahl in Uttar Pradesh 2017 wurde er in der indischen Presse als einer der aussichtsreichsten Kandidaten für den Posten des künftigen Chief Ministers gehandelt. Letztlich ging dieses Amt aber an seinen BJP-Parteikollegen Yogi Adityanath. Am 7. August 2020 wurde Sinha zum Lieutenant Governor des Unionsterritoriums Jammu und Kashmir ernannt.
Sinha ist seit 1989 mit Neelam Sinha verheiratet und hat mit ihr einen Sohn und eine Tochter.